# محمدمهدی اعلایی
محمدمهدی اعلایی (زاده ۱۳۵۶ در ابهر) سیاستمدار اصولگرای ایرانی است که در دولت سیزدهم به عنوان استاندار قزوین نیز سابقه فعالیت دارد.
اعلایی کارشناسی اقتصاد نظری در دانشگاه مفید و کارشناسی ارشد مدیریت بازرگانی از دانشگاه تهران را دارد و همچنین چند سال سابقه تحصیل حوزوی نیز دارد.

## سوابق کاری
از جمله مهمترین سوابق اعلایی:
- عضویت در هیئت مدیره شرکت سهامی بیمه ایران (از فروردین ۹۹ تاکنون)
- استاندار قزوین از (آبان ۱۴۰۰ تا آذر ۱۴۰۳)
- مدیرکل ثبت احوال استان تهران (۹۶-۹۳)
- معاون استاندار خراسان رضوی (۹۳-۹۱)
- مدیرکل توسعه کارآفرینی و بهره‌وری نیروی کار وزارت کار و امور اجتماعی (۹۱-۹۰)
- مدیرکل تعاون استان‌ آذربایجان شرقی (۹۰-۸۷)
- مدیرکل تعاون زنجان (۸۷-۸۵) بوده‌است.[۳]

## استانداری قزوین
در ۱۶ آبان ۱۴۰۰ با رای اعضا هیات دولت سیزدهم محمدمهدی اعلایی به عنوان یازدهمین استاندار قزوین انتخاب شد.
از اقدامات وی در استانداری این استان می توان به رشد جذب سرمایه‌گذاری داخلی و خارجی، پایان بحران‌های کارگری استان، تلاش برای احیای دولت‌خانه صفوی قزوین، رفع مشکلات حوزه درمان و قهرمانی تیم فوتبال شمس آذر و صعود به لیگ برتر خلیج فارس اشاره کرد.